# Straits Times Index
| Straits Times Index | Straits Times Index |
| Stammdaten          | Stammdaten          |
| ------------------- | ------------------- |
| Staat               | Singapur            |
| Börse               | Singapore Exchange  |
| ISIN                | XC0009653640        |
| WKN                 | 965364              |
| Symbol              | S1T                 |
| RIC                 | ^FTSTI              |
| Bloomberg-Code      | FSSTI <INDEX>       |
| Kategorie           | Aktienindex         |
| Typ                 | Kursindex           |
| Familie             | Single-Index        |

Der Straits Times Index ist der führende Aktienindex in Singapur. Er umfasst die 30 größten Unternehmen an der Singapore Exchange.

## Berechnung
Der Straits Times Index (STI) umfasst die 30 größten Aktiengesellschaften an der Singapore Exchange (SGX), die 60 Prozent der Marktkapitalisierung und des Handelsvolumens der Börse abdecken. Um in den Index aufgenommen zu werden, muss das Unternehmen finanziell handlungsfähig sein, eine hohe Liquidität aufweisen und auf der Börse in Singapur gehandelt werden.
Wichtigstes Aufnahmekriterium ist die Liquidität der Aktien. Um die Indexmitglieder festzustellen, werden alle an der Börse notierten Aktiengesellschaften anhand ihres durchschnittlichen Handelsvolumens der letzten sechs Monate ermittelt. Anschließend wählt die Singapore Exchange die 30 hinsichtlich ihrer Liquidität und Marktkapitalisierung größten Unternehmen aus. Um die realwirtschaftlichen Bedingungen adäquat abzubilden, findet eine Zuordnung nach Industriesektoren statt. Dabei achtet die Börse darauf, dass keine Branche überrepräsentiert ist. Zum Schluss wird den Unternehmen auf Basis ihres Streubesitzes ihr Gewicht im Index verliehen.
Der Index wird nicht um Dividendenzahlungen bereinigt. Kapitalmaßnahmen wie Aktiensplits haben keinen (verzerrenden) Einfluss auf den Index. Eine Überprüfung der Zusammensetzung des STI erfolgt mindestens einmal im Jahr. Bei der Ausgabe neuer Aktien, bei Suspendierungen, Fusionen und Übernahmen wird der Index überarbeitet.

## Frühindikator für den Aktienmarkt
Die Geschäftsaktivitäten der Handelsmetropole Singapur sind ein direkter Indikator für den Zustand der Weltwirtschaft und des Welthandels. Als einer der sogenannten Tigerstaaten schaffte Singapur innerhalb weniger Jahrzehnte den Sprung von einem Schwellenland zu einem Industriestaat und zu einer primär auf Dienstleistungen ausgerichteten Volkswirtschaft. Der Stadtstaat hat große Bedeutung als internationaler Finanzplatz und auch im Warenhandel: der Hafen Singapur ist einer der modernsten und größten Umschlagplätze der Welt. Hier wird die Hälfte der jährlich in der Welt transportierten Menge an Petroleum umgeschlagen. Über 90 Prozent des Welthandels, fast 95 Prozent des Außenhandels der Europäischen Union und nahezu 70 Prozent des deutschen Im- und Exports werden über den Seeweg abgewickelt. Die wirtschaftliche Entwicklung zeigt sich in der Auftragslage der im Index gelisteten Unternehmen. Deshalb gilt der Straits Times Index als zuverlässiger Vorlaufindikator für die weltweite Entwicklung an den Aktienmärkten.

## Geschichte

### 20. Jahrhundert

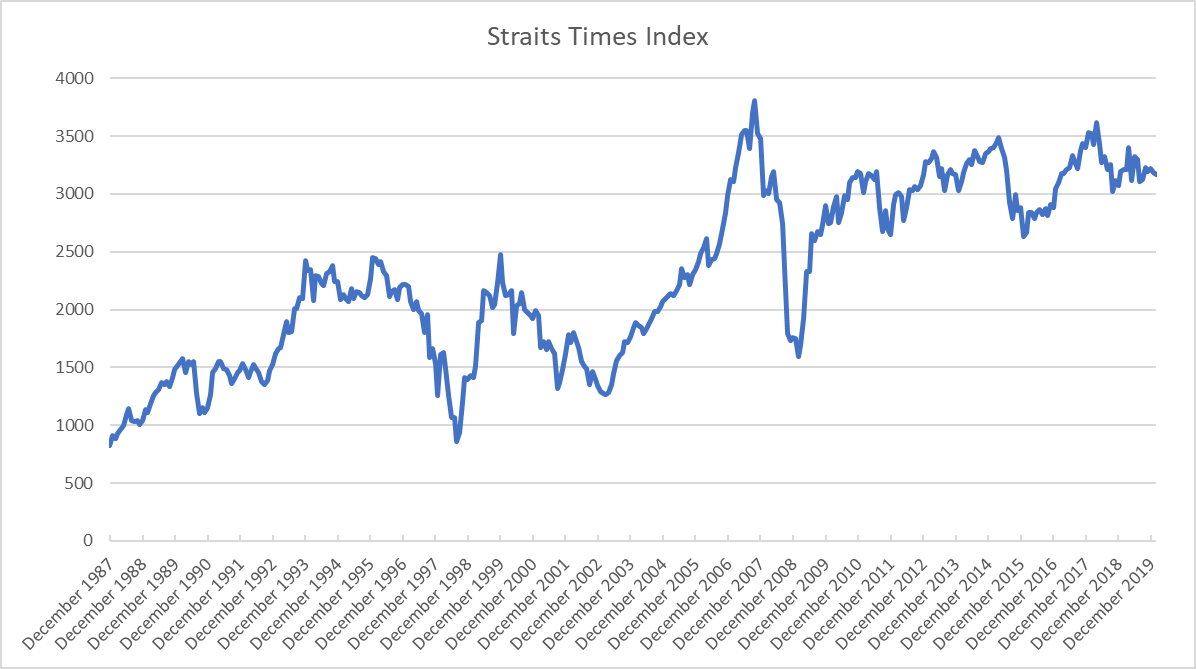
Straits Times Index 1987–2019

Am 30. Dezember 1966 (Basiswert 100 Punkte) wurde der Aktienindex unter dem Namen Straits Times Industrial Index (STII) erstmals veröffentlicht. Begründet wurde er von der Singapore Exchange und dem Medienkonzern Singapore Press Holdings (SPH), dem Eigentümer der Straits Times, der führenden englischsprachigen Tageszeitung Singapurs, und nach dieser Zeitung benannt.
Am 13. Februar 1973 erreichte der Leitindex der Singapore Exchange mit 611,36 Punkten einen Rekordwert. Seit Ende 1966 beträgt der Gewinn 511,4 Prozent. Während der Ölkrise von 1973 und der weltweiten Rezession von 1974 erlebte der STII den größten Sturz in seiner Geschichte. Bis zum 18. Dezember 1974 sank der Aktienindex auf einen Tiefststand von 146,52 Punkten. Das war ein Rückgang gegenüber Februar 1973 um 76,0 Prozent. Erst 1980 schloss der Index wieder über seinem Rekord von 1973.
In den folgenden Jahren markierte der STII zahlreiche Rekordstände. Am 30. Dezember 1983 beendete der Index den Handel mit 1002,03 Punkten erstmals über der 1.000-Punkte-Marke. Seit dem Tief von Dezember 1974 beträgt der Gewinn 583,9 Prozent. Während der Rezession in den 1980er Jahren fiel der Index erneut. Am 28. April 1986 schloss der STII bei 563,34 Punkten. Der Verlust seit Dezember 1983 liegt bei 43,8 Prozent. Am 6. Februar 1996 erzielte der Index mit 2.493,71 Punkten einen neuen Rekord. Der Zuwachs seit 1986 beträgt 342,7 Prozent. Am 26. August 1993 schloss der Aktienindex mit 2.010,20 Punkten zum ersten Mal über der Grenze von 2.000 Punkten.
Am 29. August 1998 (Basiswert 885,26 Punkte) ersetzte der Straits Times Index (STI) den bis dahin gebräuchlichen Straits Times Industrial Index (STII). Während der Asienkrise sank der Aktienindex bis zum 4. September 1998 auf einen Tiefststand von 805,04 Punkten. Das war seit Februar 1996 ein Rückgang um 67,7 Prozent. Ab Herbst 1998 begann der Index wieder zu steigen. Am 3. Januar 2000 beendete er den Handel bei 2.582,94 Punkten. Der Gewinn seit September 1998 beträgt 221,1 Prozent.

### 21. Jahrhundert
Nach dem Platzen der Spekulationsblase im Technologiesektor (Dotcom-Blase) im Jahr 2000 fiel der Leitindex in den folgenden drei Jahren um 53,0 Prozent. Am 10. März 2003 beendete der STI den Handel bei 1.213,82 Punkten. Das Datum bedeutete das Ende der Talfahrt. Ab Frühjahr 2003 war der Index wieder auf dem Weg nach oben. Am 3. Januar 2007 schloss der STI mit 3.037,74 Punkten erstmals über der 3.000-Punkte-Marke. Am 11. Oktober 2007 erzielte der Index mit einem Schlussstand von 3.875,77 Punkten ein Allzeithoch.
Am 9. Januar 2008 (Basiswert 3.344,53 Punkte) übernahm die FTSE Group die Berechnung des Index. Seitdem nennt sich der Aktienindex FTSE Straits Times Index, um diese Änderung widerzuspiegeln. Die Anzahl der Indexmitglieder sank von 47 auf 30 Unternehmen.
Im Verlauf der internationalen Finanzkrise, die im Sommer 2007 in der US-Immobilienkrise ihren Ursprung hatte, begann der STI wieder zu sinken. Ab dem 3. Quartal 2008 wirkte sich die Krise zunehmend auf die Realwirtschaft aus. In Folge brachen die Aktienkurse weltweit ein. Am 10. Oktober 2008 schloss der Index unter der Grenze von 2.000 Punkten. Einen neuen Tiefststand erzielte der STI am 9. März 2009, als er den Handel mit 1.456,95 Punkten beendete. Seit dem Allzeithoch vom 11. Oktober 2007 entspricht das einem Rückgang um 62,4 Prozent.
Der 9. März 2009 markiert den Wendepunkt der Talfahrt. Ab dem Frühjahr 2009 war das Börsenbarometer wieder auf dem Weg nach oben. Bis zum 9. November 2010 stieg es um 127,4 Prozent auf einen Schlussstand von 3.313,61 Punkten. Die Abschwächung der globalen Konjunktur und die Verschärfung der Eurokrise führten zu einem Kurseinbruch des Index. Am 5. Oktober 2011 beendete der STI den Handel bei 2.528,71 Punkten. Der Verlust seit dem Höchststand am 9. November 2010 beträgt 23,7 Prozent.
Die Ankündigung neuer Anleihekaufprogramme der Europäischen Zentralbank, der US-Notenbank und der Bank of Japan führte zu einer Erholung der Kurse am Aktienmarkt. Die monetären Impulse spielten eine größere Rolle bei der Kursbildung, als die weltweite Wirtschaftsabkühlung und die Lage der Unternehmen. Am 10. Januar 2013 schloss der Index bei 3.226,25 Punkten und damit um 27,6 Prozent höher als am 5. Oktober 2011.

### Höchststände
Die Übersicht zeigt die Allzeithöchststände des Straits Times Index.
|                      | Punkte   | Datum                        |
| -------------------- | -------- | ---------------------------- |
| im Handelsverlauf    | 3.906,16 | Mittwoch, 10. Oktober 2007   |
| auf Schlusskursbasis | 3.875,77 | Donnerstag, 11. Oktober 2007 |

### Meilensteine
Die Tabelle zeigt die Meilensteine des Straits Times Index.
| Erster Schlussstand über | Schlussstand in Punkten | Datum             |
| ------------------------ | ----------------------- | ----------------- |
| 1.000                    | 1.002,03                | 30. Dezember 1983 |
| 1.500                    | 1.522,00                | 3. Januar 1990    |
| 2.000                    | 2.010,20                | 26. August 1993   |
| 2.500                    | 2.582,94                | 3. Januar 2000    |
| 3.000                    | 3.037,74                | 3. Januar 2007    |
| 3.500                    | 3.501,10                | 14. Mai 2007      |

### Jährliche Entwicklung
Die Tabelle zeigt die jährliche Entwicklung des Straits Times Index seit 1970.
| Jahr | Schlussstand in Punkten | Veränderung in Punkten | Veränderung in % |
| ---- | ----------------------- | ---------------------- | ---------------- |
| 1970 | 139,06                  |                        |                  |
| 1971 | 198,69                  | 59,63                  | 42,88            |
| 1972 | 432,73                  | 234,04                 | 117,79           |
| 1973 | 265,57                  | −167,16                | −38,63           |
| 1974 | 150,82                  | −114,75                | −43,21           |
| 1975 | 236,76                  | 85,94                  | 56,98            |
| 1976 | 254,81                  | 18,05                  | 7,62             |
| 1977 | 264,24                  | 9,43                   | 3,70             |
| 1978 | 349,16                  | 84,92                  | 32,14            |
| 1979 | 435,41                  | 86,25                  | 24,70            |
| 1980 | 660,82                  | 225,41                 | 51,77            |
| 1981 | 780,78                  | 119,96                 | 18,15            |
| 1982 | 732,32                  | −48,46                 | −6,21            |
| 1983 | 1.002,03                | 269,71                 | 36,83            |
| 1984 | 812,61                  | −189,42                | −18,90           |
| 1985 | 620,04                  | −192,57                | −23,70           |
| 1986 | 891,30                  | 271,26                 | 43,75            |
| 1987 | 823,58                  | 67,72                  | −7,60            |
| 1988 | 1.038,62                | 215,04                 | 26,11            |
| 1989 | 1.481,33                | 442,71                 | 42,62            |
| 1990 | 1.154,48                | −326,85                | −22,06           |
| 1991 | 1.490,70                | 336,22                 | 29,12            |
| 1992 | 1.524,40                | 33,70                  | 2,26             |
| 1993 | 2.425,68                | 901,28                 | 59,12            |
| 1994 | 2.239,56                | −186,12                | −7,67            |
| 1995 | 2.266,54                | 26,98                  | 1,20             |
| 1996 | 2.216,79                | −49,75                 | −2,19            |
| 1997 | 1.529,84                | −686,95                | −30,99           |
| 1998 | 1.392,73                | −137,11                | −8,96            |
| 1999 | 2.479,58                | 1.086,85               | 78,04            |
| 2000 | 1.926,83                | −552,75                | −22,29           |
| 2001 | 1.623,60                | −303,23                | −15,74           |
| 2002 | 1.341,03                | −282,57                | −17,40           |
| 2003 | 1.764,52                | 423,49                 | 31,58            |
| 2004 | 2.066,14                | 301,62                 | 17,09            |
| 2005 | 2.347,34                | 281,20                 | 13,61            |
| 2006 | 2.985,83                | 638,49                 | 27,20            |
| 2007 | 3.482,30                | 496,47                 | 16,63            |
| 2008 | 1.761,56                | −1.720,74              | −49,41           |
| 2009 | 2.897,62                | 1.136,06               | 64,49            |
| 2010 | 3.190,04                | 292,42                 | 10,09            |
| 2011 | 2.646,35                | −543,69                | −17,04           |
| 2012 | 3.167,08                | 520,73                 | 19,68            |
| 2013 | 3.167,43                | 0,35                   | 0,01             |
| 2014 | 3.365,15                | 197,72                 | 6,24             |
| 2015 | 2.882,73                | −482,42                | −14,34           |
| 2016 | 2.880,76                | −1,97                  | −0,07            |
| 2017 | 3.402,92                | 522,16                 | 18,13            |
| 2018 | 3.068,76                | −334,16                | −9,82            |
| 2019 | 3.222,83                | 154,07                 | 5,02             |
| 2020 | 2.843,81                | −379,02                | −11,76           |
| 2021 | 3.123,68                | 279,87                 | 9,84             |
| 2022 | 3.251,32                | 127,64                 | 4,09             |
| 2023 | 3.240,27                | −11.05                 | −0,34            |
| 2024 | 3.787.60                | 547,33                 | 16,89            |

## Zusammensetzung
Der Straits Times Index setzt sich aus folgenden Unternehmen zusammen (Stand: 28. Juni 2024).
| Nr. | Name                                   | Branche             | Indexgewichtung in % |
| --- | -------------------------------------- | ------------------- | -------------------- |
| 1   | CapitaLand Ascendas REIT               | REIT                | 2,91                 |
| 2   | CapitaLand Integrated Commercial Trust | Immobilien          | 3,18                 |
| 3   | CapitaLand Investment                  | Immobilien          | 2,13                 |
| 4   | City Developments Limited              | Hotelgewerbe        | 0,75                 |
| 5   | DBS Group Holdings                     | Bank                | 22,99                |
| 6   | DFI Retail Group                       | Einzelhandel        | 0,75                 |
| 7   | Frasers Centrepoint Trust              | Immobilien          | 0,75                 |
| 8   | Frasers Logistics & Commercial Trust   | Immobilien          | 0,87                 |
| 9   | Genting Singapore                      | Tourismus           | 1,60                 |
| 10  | Hongkong Land Holdings                 | Immobilien          | 1,53                 |
| 11  | Jardine Cycle & Carriage               | Automobile          | 0,84                 |
| 12  | Jardine Matheson Holdings              | Mischkonzern        | 2,99                 |
| 13  | Keppel Corporation                     | Mischkonzern        | 2,85                 |
| 14  | Mapletree Industrial Trust             | Immobilien          | 1,33                 |
| 15  | Mapletree Logistics Trust              | Immobilien          | 1,37                 |
| 16  | Mapletree Pan Asia Commercial Trust    | Immobilien          | 1,35                 |
| 17  | Oversea-Chinese Banking                | Bank                | 16,19                |
| 18  | SATS                                   | Flughafenbetreiber  | 0,81                 |
| 19  | Seatrium                               | Verkehr & Transport | 0,89                 |
| 20  | Sembcorp Industries                    | Mischkonzern        | 1,39                 |
| 21  | Singapore Airlines                     | Fluggesellschaft    | 3,04                 |
| 22  | Singapore Exchange                     | Finanzdienstleister | 2,48                 |
| 23  | ST Engineering                         | Technologie         | 2,11                 |
| 24  | Singapore Telecommunications           | Telekom             | 6,59                 |
| 25  | Thai Beverage                          | Getränke            | 1,17                 |
| 26  | United Overseas Bank                   | Bank                | 12,11                |
| 27  | UOL Group                              | Immobilien          | 0,82                 |
| 28  | Venture Corp                           | Verlag              | 1,18                 |
| 29  | Wilmar International Limited           | Nahrungsmittel      | 1,97                 |
| 30  | Yangzijiang Shipbuilding Holdings      | Verkehr & Transport | 1,99                 |